# Thomas Plunkett
Thomas Plunkett (1841, Condado de Mayo, Irlanda  — 10 de março de 1885 (44 anos) Worcester, Massachusetts), foi um porta-bandeira durante a Guerra Civil Americana.
Thomas Plunkett carregou a bandeira do 21º Regimento Voluntário da Infantaria de Massachusetts na Batalha de Fredericksburg quando um tiro de canhão tirou seus dois braços e o feriu no peito. Ele pressionou a bandeira contra o peito com o que restou de seus braços e continuou até que um dos membros da escolta de estandarte pegou a bandeira dele para que ele pudesse se retirar. Ambos os braços foram eventualmente amputados e levaria mais dois anos para se recuperar. Por suas ações durante a batalha, Plunkett recebeu a Medalha de Honra. A "bateria Plunkett", uma bateria de duas armas de disparo rápido de 4 polegadas em Fort Warren, na Ilha Georges, no porto de Boston (MA), foi concluída em 1899 e batizada em sua homenagem.